# Primeiro Secretário de Estado
Primeiro Secretário de Estado é um cargo honorífico do Governo do Reino Unido que implica a soberania sobre todos os demais secretários de Estado, porém sem poderes constitucionais. Este título foi criado como um alternativa ao uso do título "Vice-Primeiro-ministro", que estava em atrito com a Constituição britânica ao carregar uma certa expectativa de que haveria uma linhagem de sucessão direta ao Primeiro-ministro.

## Lista de Primeiros Secretários de Estado
| Primeiro Secretário | Primeiro Secretário   | Início do mandato     | Fim do mandato        | Partido     | Outras funções | Primeiro Ministro      |
| ------------------- | --------------------- | --------------------- | --------------------- | ----------- | --- | ---------------------- |
|                     | Rab Butler CH DL MP   | 13 de julho de 1962   | 18 de outubro de 1963 | Conservador | Vice Primeiro-Ministro | Harold Macmillan       |
|                     | Vago                  | 1963–1964             | 1963–1964             | Conservador | | Alec Douglas-Home      |
|                     | George Brown MP       | 16 de outubro de 1964 | 11 de agosto de 1966  | Trabalhista | Secretário de Estado de Assuntos Econômicos | Harold Wilson          |
|                     | Michael Stewart CH MP | 11 de agosto de 1966  | 6 de abril de 1968    | Trabalhista | Secretário de Estado de Assuntos Econômicos (até agosto de 1967) Secretário de Estado de Negócios Estrangeiros e da Commonwealth (16 de março de 1968 – 17 de outubro de 1968) | Harold Wilson          |
|                     | Barbara Castle MP     | 6 de abril de 1968    | 19 de junho de 1970   | Trabalhista | Secretário de Estado do Emprego e Produtividade | Harold Wilson          |
|                     | Vago                  | 1970–1974             | 1970–1974             | Conservador | | Edward Heath           |
|                     | Vago                  | 1974–1976             | 1974–1976             | Trabalhista | Harold Wilson |                        |
|                     | Vago                  | 1976–1979             | 1976–1979             | Trabalhista | James Callaghan |                        |
|                     | Vago                  | 1979–1990             | 1979–1990             | Conservador | Margaret Thatcher |                        |
|                     | Vago                  | 1990–1995             | 1990–1995             | Conservador | John Major |                        |
|                     | Michael Heseltine MP  | 20 de julho de 1995   | 2 de maio de 1997     | Conservador | John Major | Vice Primeiro-Ministro |
|                     | Vago                  | 1997–2001             | 1997–2001             | Trabalhista | | Tony Blair             |
|                     | John Prescott MP      | 8 de junho de 2001    | 27 de junho de 2007   | Trabalhista | Vice Primeiro-Ministro (até 2 de maio de 1997) Vice-líder do partido (a partir de 21 de julho de 1994)                                                                         | Tony Blair             |
|                     | Vago                  | 2007–2009             | 2007–2009             | Trabalhista | | Gordon Brown           |
|                     | Lord Mandelson        | 5 de junho de 2009    | Presente              | Trabalhista | Secretário de Estado de Negócios, Inovação e Competências & Presidente da Câmara de Comércio Presidente do Conselho                                                            | Gordon Brown           |